# Bignor
Bignor är en ort och civil parish i Storbritannien.   Den ligger i grevskapet West Sussex och riksdelen England, i den södra delen av landet, 70 km sydväst om huvudstaden London. Bignor ligger 46 meter över havet och antalet invånare är 103.
Terrängen runt Bignor är huvudsakligen platt, men den allra närmaste omgivningen är kuperad. Runt Bignor är det tätbefolkat, med 636 invånare per kvadratkilometer. Närmaste större samhälle är Worthing, 19,7 km sydost om Bignor. Trakten runt Bignor består i huvudsak av gräsmarker.